# Административное деление Онтарио
В канадской провинции Онтарио существует несколько различных типов основных муниципальных образований: графства, районы и округа являются верхним уровнем двухуровневой системы; кроме того, существуют объединённые муниципалитеты и отдельные муниципалитеты, которые являются одноуровневыми. Основное различие заключается в спектре услуг, которые они оказывают своим жителям.
Разнообразная структура муниципальных и региональных правительств Онтарио может показаться запутанной. Она основывается на различных подходах к локальному правительству, существовавших в разное время, при различном провинциальном правительстве и служащих для различных нужд. Из-за больших различий в регионах Онтарио провинциальному правительству было бы тяжело унифицировать систему во всей провинции.
В некоторых случаях субъекты могут сохранить своё историческое название, но при этом поменять тип управления (например, графства Оксфорд, Халдиманд, Норфолк и Принс-Эдуард не являются больше графствами, но содержат это слово в названии; первый стал районом, а остальные — объединёнными муниципалитетами).
Это деление используется статистической службой Канады для сбора данных по переписи населения. Внутри основных субъектов также существует деление.

## Карта основных субъектов
Приведённый ниже список основных субъектов в алфавитном порядке базируется на данных статистического бюро Канады по переписи 2006 года.
1. Алгома (нас. 117 461)
2. Брант (нас. 125 099)
3. Брюс (нас. 65 349)
4. Чатем-Кент (нас. 108 589)
5. Кокран (нас. 82 503)
6. Дафферин (нас. 54 436)
7. Дарем (нас. 561 258)
8. Элджин (нас. 85 351)
9. Эссекс (нас. 393 402)
10. Фронтенак (нас. 143 865)
11. Большой Садбери (нас. 157 909)
12. Грей (нас. 92 411)
13. Халдиманд (нас. 45 212)
14. Хелибертон (нас. 16 147)
15. Холтон (нас. 439 256)
16. Гамильтон (нас. 504 559)
17. Хейстингс (нас. 130 474)
18. Хьюрон (нас. 59 325)
19. Каварта-Лейкс (нас. 74 561)
20. Кенора (нас. 64 419)
21. Лэмбтон (нас. 128 204)
22. Ланарк (нас. 63 785)
23. Лидс и Гренвилл (нас. 99 206)
24. Леннокс и Аддингтон (нас. 40 542)
25. Манитулин (нас. 13 090)
26. Мидлсекс (нас. 422 333)
27. Мускока (нас. 57 563)
28. Ниагара (нас. 427 421)
29. Ниписсинг (нас. 84 688)
30. Норфолк (нас. 62 563)
31. Нортумберленд (нас. 80 963)
32. Оттава (нас. 812 129)
33. Оксфорд (нас. 102 756)
34. Парри-Саунд (нас. 40 918)
35. Пил (нас. 1 159 405)
36. Перт (нас. 74 344)
37. Питерборо (нас. 133 080)
38. Прескотт и Рассел (нас. 80 184)
39. Принс-Эдуард (нас. 25 496)
40. Рейни-Ривер (нас. 21 564)
41. Ренфру (нас. 97 545)
42. Симко (нас. 422 204)
43. Стормонт, Дандас и Гленгарри (нас. 110 399)
44. Садбери (нас. 21 392)
45. Тандер-Бей (нас. 149 063)
46. Тимискаминг (нас. 33 283)
47. Торонто (нас. 2 503 281)
48. Уотерлу (нас. 478 121)
49. Веллингтон (нас. 200 425)
50. Йорк (нас. 892 712)

## Объединённые муниципалитеты
Объединённые муниципалитеты выделены в отдельную группу, так как это такие муниципальные образования, которые управляются муниципальной администрацией и не подконтрольны ни районам, ни графствам (см. Городской округ). Объединённые муниципалитеты были раньше либо районами, либо графствами, чьи муниципальные правительства в 1990-х были собраны в единую администрацию. Не следует путать объединённые муниципальные образования с отдельными окружными муниципальными образованиями, которые административно не входят в состав округа, в котором они находятся, но включаются в него в статистических исследованиях. За исключением Большого Садбери, все остальные отдельные муниципальные образования находятся в Южном Онтарио.
Те объединённые муниципальные образования, которые являются урбанизированными по своей природе, также называют мега-городами (megacity). Муниципальные образования такого типа (Торонто, Оттава, Гамильтон и Большой Садбери) были созданы, когда региональные администрации настояли на слиянии больших центров с их окрестностями.
- Брант
- Гамильтон
- Каварта-Лейкс
- Норфолк
- Оттава
- Принс-Эдвард-Каунти
- Большой Садбери
- Торонто
- Халдиманд
- Чатем-Кент

## Районы
Районы — это муниципальные образования верхнего уровня, которые обычно обладают большей ответственностью, чем графства. Обычно они предоставляют следующие услуги: строительство и содержание основных дорог, транзит и охрана общественного порядка, поддержание системы водоснабжения и канализационной системы, уборка мусора, разработка и развитие земель района, социальные услуги и здравоохранение. Районы обычно более урбанизованы, чем графства. Районы расположены только в Южном Онтарио.
Список районов Онтарио на 2006 год (в скобках указаны областные центры):
- Дарем (Уитби)
- Йорк (Ньюмаркет)
- Мускока (Брейсбридж)
- Ниагара (Торольд)
- Оксфорд (Вудсток)
- Пил (Брамптон)
- Уотерлу (Китченер)
- Холтон (Милтон)

Хотя графство Оксфорд и округ Мускока не называются явно районами, они определены как районы по Муниципальному акту Онтарио 2001 года (часть 1, секция 1).
Между 1998 и 2001 годами четыре района с явно выраженными доминирующими городами стали объединёнными муниципалитетами. В 1998 году метрополия Торонто с окрестностями стала Торонто, а в 2001 году произошло объединение вокруг Оттавы, Гамильтона и Садбери, который стал Большим Садбери. В то же время район Халдиманд-Норфолк был разделён на два объединённых муниципалитета Халдиманд и Норфолк.

## Графства
Графства имеют меньшие обязательства, чем области, так как муниципальные образования нижнего уровня (города, посёлки, деревни), входящие в состав графств, обычно предоставляют основные муниципальные услуги населению. Задачи правительства графства обычно ограничены следующим: строительство и поддержание основных дорог, социальные услуги, здравоохранение, планирование использования земель графства. На территории провинции графства есть только в Южном Онтарио.
Численность населения графств может быть такой же как у областей, но плотность жителей намного меньше (хотя не такая маленькая, как в округах). На территории графств могут находиться крупные города, такие как Лондон, Кингстон и Виндзор, но они обычно не сообщаются с другими комьюнити, как в районах. Графства могут включать и отдельные муниципалитеты — комьюнити, которые являются частью графств при переписи населения, но административно не подчинены графствам.
Список графств Онтарио на 2006 год (в скобках указаны центры графств):
- Брюс (Волкертон)
- Веллингтон (Оуэн-Саунд)
- Грей (Сент-Томас)
- Дафферин (Оранджвилл)
- Ланарк (Перт)
- Леннокс и Аддингтон (Напани)
- Лидс и Гренвилл (Бруквилл)
- Лэмбтон (Вайоминг)
- Мидлсекс (Лондон)
- Нортумберленд (Кобург)
- Перт (Стратфорд)
- Питерборо (Питерборо)
- Прескотт и Рассел (Л-Оригнал)
- Ренфру (Пембрук)
- Симко (Барри)
- Стормонт, Дандас и Гленгарри (Корнволл)
- Фронтенак (Кингстон)
- Хейстингс (Белвилл)
- Хелибертон (Минден)
- Хьюрон (Годерич)
- Элджин (Гуэлф)
- Эссекс (Эссекс)

## Округа
Округа — регионы в Северном Онтарио, которые не выполняют функции муниципалитетов. Хотя в округах есть отдельные города, деревни и поселки, над ними нет верхнего уровня управления (графства или области). В некоторых округах существует специальная комиссия, чтобы предоставлять определенные социальные услуги, но она не предназначена для нужд управления.
В округах все государственные услуги предоставляются муниципалитетами, локальными учреждениями по оказанию услуг в некоторых комьюнити, или правительством провинции. Северное Онтарио намного меньше заселено, чем Южное, поэтому правительственная структура графств не является эффективным и дешёвым методом администрации.
Список округов Онтарио по данным переписи 2006 года (в скобках указаны окружные центры):
- Алгома (Су-Сент-Мари)
- Кенора (Кенора)
- Кокран (Кокран)
- Манитулин (Горе-Бей)
- Ниписсинг (Норт-Бей)
- Парри-Саунд (Парри-Саунд)
- Рейни-Ривер (Форт-Франсез)
- Садбери (Эспанола)
- Тандер-Бей (Тандер-Бей)
- Тимискаминг (Хейлибери)